# Eucereon venosa
Eucereon venosa är en fjärilsart som beskrevs av William Schaus 1910. Eucereon venosa ingår i släktet Eucereon och familjen björnspinnare. Inga underarter finns listade i Catalogue of Life.